# Bittersweet (Apocalyptica)
Bittersweet è una canzone del gruppo finlandese Apocalyptica, realizzata con la partecipazione di Ville Valo degli HIM e Lauri Ylönen dei The Rasmus. Il singolo è uscito il 29 novembre 2004.

## Tracce
1. Bittersweet - 3:23
2. Bittersweet - 3:21 (Acoustic Version)
3. Bittersweet - 3:22 (Instrumental Version)
4. Misconstruction - 3:59
5. Apocalyptica Player Software